# The New Abnormal
Albums de The Strokes
Comedown Machine
(2013)
Singles
1. At The Door
Sortie : 11 février 2020
2. Bad Decisions
Sortie : 18 février 2020
3. Brooklyn Bridge to Chorus
Sortie : 6 avril 2020

The New Abnormal est le sixième album studio du groupe de rock américain The Strokes, sorti le 10 avril 2020 via les labels Cult et RCA Records. Le groupe reçoit son premier Grammy Award pour cet album, dans la catégorie "Meilleur album rock", le 14 mars 2021. C'est leur premier album en sept ans, après Comedown Machine (2013), et leur premier travail depuis l'EP Future Present Past (2016).
L'album a été produit par Rick Rubin et enregistré dans son studio Shangri-La à Malibu en Californie. Des enregistrements supplémentaires ont été effectués dans des studios du comté de Los Angeles et d'Hawaï. Les Strokes ont commencé à interpréter des chansons de l'album pour la première fois lors de différents spectacles en 2019, avant de révéler la liste des chansons et la pochette de l'album au début de 2020. Les chansons At the Door, Bad Decisions et Brooklyn Bridge to Chorus sont sorties en single avant la sortie de l'album.
The New Abnormal a reçu des critiques positives de la part des spécialistes, beaucoup y voyant un retour en forme pour le groupe. Les éloges étaient principalement dirigés vers la maturité des paroles et l'amélioration de la cohésion entre les membres du groupe. Il a atteint le numéro 1 en Écosse et le top dix dans six autres pays, dont les États-Unis et le Royaume-Uni.

## Contexte et enregistrement
Les sessions d'écriture pour The New Abnormal datent, pour les premières d'entre elles, de 2016, après la sortie de l'EP Future Present Past. Le guitariste Nick Valensi déclare à DIY qu'ils progressent « lentement mais sûrement » sur l'album. L'année suivante, Albert Hammond, père du guitariste Albert Hammond Jr., annonce à The West Australian que les Strokes travaillent avec Rick Rubin sur un album à venir. Hammond Jr. répond à cette déclaration sur Twitter, affirmant qu'ils sont encore au stade de recherche et qu'il n'y a pas encore de sessions d'enregistrement. Le groupe commence finalement à enregistrer avec Rubin dans son studio Shangri-La à Malibu en Californie. Des sessions supplémentaires ont lieu au Studio City Sound, au Lucyy's Meat Market, à Groove Masters et au Joel and Zach's Studio, tous dans le comté de Los Angeles, ainsi qu'à Mauka View à Princeville, Hawaii.
Le 13 mai 2019, le groupe se produit en direct pour la première fois en deux ans au Wiltern Theatre de Los Angeles, interprétant pour la première fois la chanson "The Adults Are Talking". Le concert est le premier de ce qui a été surnommé une « tournée mondiale de retour » ("global comeback tour"). Les premières dates sont en proie à des difficultés techniques allant des problèmes sonores aux pluies et jusqu'aux annulations de festivals entiers.

## Composition
Globalement, les critiques considèrent The New Abnormal comme un album de rock indépendant,,. Matty Pywell de Gigwise écrit que l'album mêle indie rock et « new wave, mixé avec de l'electronica ». Pour James Crowley de Newsweek, l'album penche plus vers le « post-punk teinté de sonorités disco plutôt que le garage rock avec lequel ils se sont fait un nom », tandis que Kitty Empire de The Observer l'étiquette comme « pop tous azimuts ». Les critiques considèrent également l'album comme ayant des éléments de musique pop des années 1980, de glam rock et de dream pop,. Harrison Screen de Vinyl Chapters déclare que The Strokes perpétue la tradition du groupe mélangeant « une sensation vintage dans les temps modernes », ajoutant que « ces chansons sont tout droit des années soixante-dix ». La seconde moitié de l'album a un rythme plus lent et est dédiée aux ballades,. L'album comprend aussi des extraits de bavardages entre les membres durant les enregistrements, notamment à la fin des pistes.
Deux chansons de l'album incluent des mélodies d'autres chansons dont les artistes sont crédités. Le refrain de Bad Decisions reprend la mélodie de Dancing with Myself (1980) de Generation X,, et certains refrains de Eternal Summer reprennent la mélodie du refrain de The Ghost in You (1984) par The Psychedelic Furs.

## Packaging
La pochette de The New Abnormal est tirée du tableau de l'artiste américain Jean-Michel Basquiat Bird on Money et peinte en 1981. Le titre de l'album est tiré d'une phrase de l'ancien gouverneur de Californie Jerry Brown qu'il prononça en novembre 2018 durant les incendies de forêt en Californie. Brown avait répondu aux événements d'urgence alors qualifiés de « nouvelle normalité » (new normality) en les appelant plutôt « la nouvelle anormalité » (new abnormality). Les incendies de forêt avaient particulièrement touché Malibu, l'emplacement du studio de Rubin dans lequel le groupe enregistrait l'album, bien que le studio lui-même n'ait pas été endommagé. Cette chaîne d'événements a incité le groupe à utiliser la citation comme titre de son album. Bien que le titre de l'album ait été révélé en février 2020 et fasse plutôt référence à la citation de Brown, l'écrivain du New York Times Jon Pareles a noté dans sa critique de l'album que le titre était une description appropriée de la vie publique pendant la pandémie de COVID-19. Le chanteur de Strokes, Julian Casablancas, a également noté lors de la pandémie que le titre « était particulièrement approprié du fait de la pandémie ».

## Réception critique

### Critique
L'album, qualifié potentiellement de « résurrection » à la suite d'une décennie de déception musicale de la part du groupe , figure parmi la liste des 666 disques incontournables selon le magazine français Rock & Folk.
L'album figure à la deuxième place du classement des meilleurs albums de l'année 2020 d'après la communauté SensCritique.

## Commercial
Sur le Billboard 200, The New Abnormal a fait ses débuts à la huitième position avec 35 000 unités d'albums écoulées. Sur cette somme, 23 000 sont des ventes d'albums, et 12 000 des téléchargement ou écoutes numériques.

### Accolades
| Publication | Accolade                               | Rang | Ref.   |
| ----------- | -------------------------------------- | ---- | ------ |
| Billboard   | Les 50 meilleurs albums de la mi-année | N/A  | [ 38 ] |
| Paste       | Les 25 meilleurs albums de la mi-année | 25   | [ 39 ] |

## Liste des pistes
Toutes les paroles sont écrites par Julian Casablancas ; toute la musique est composée par les Strokes, sauf indication contraire. 
| The New Abnormal | The New Abnormal                                                              | The New Abnormal | The New Abnormal | The New Abnormal | The New Abnormal | The New Abnormal | The New Abnormal | The New Abnormal | The New Abnormal |
| No               | Titre                                                                         | Durée            |                  |                  |                  |                  |                  |                  |                  |
| ---------------- | ----------------------------------------------------------------------------- | ---------------- | ---------------- | ---------------- | ---------------- | ---------------- | ---------------- | ---------------- | ---------------- |
| 1.               | The Adults Are Talking                                                        | 5:09             |                  |                  |                  |                  |                  |                  |                  |
| 2.               | Selfless                                                                      | 3:42             |                  |                  |                  |                  |                  |                  |                  |
| 3.               | Brooklyn Bridge to Chorus                                                     | 3:55             |                  |                  |                  |                  |                  |                  |                  |
| 4.               | Bad Decisions (The Strokes, Billy Idol, Tony James)                           | 4:53             |                  |                  |                  |                  |                  |                  |                  |
| 5.               | Eternal Summer (The Strokes, Richard Lofthouse Butler, Timothy George Butler) | 6:15             |                  |                  |                  |                  |                  |                  |                  |
| 6.               | At the Door (The Strokes, Paul Vassallo)                                      | 5:10             |                  |                  |                  |                  |                  |                  |                  |
| 7.               | Why Are Sundays So Depressing                                                 | 4:35             |                  |                  |                  |                  |                  |                  |                  |
| 8.               | Not the Same Anymore                                                          | 5:37             |                  |                  |                  |                  |                  |                  |                  |
| 9.               | Ode to the Mets                                                               | 5:51             |                  |                  |                  |                  |                  |                  |                  |
| 45:07            |                                                                               |                  |                  |                  |                  |                  |                  |                  |                  |

## Personnel
Les crédits sont adaptés des notes de l'album. 
| The Strokes - Julian Casablancas – voix - Albert Hammond Jr. – guitares - Nick Valensi – guitares - Nikolai Fraiture – basse - Fabrizio Moretti – batterie Artwork - Jean-Michel Basquiat – pochette (Bird on Money, 1981) - Tina Ibañez – direction artistique, design - Jason McDonald – photographie | Techniciens - Rick Rubin – production - Jason Lader – engineering, mixing (pistes 4–7, 9) - Pete Min – additional engineering - Rob Bisel – assistant engineering - Dylan Neustadter – assistant engineering - Kevin Smith – assistant engineering - Gus Oberg – pre-production demo recordings and engineering - Chris Tabron – additional pre-production demo recordings and engineering - Ben Baptie – mixing (pistes 1–3, 8) - Stephen Marcussen – mastering - Stewart Whitmore – mastering |